# Дворки (Калининградская область)
Дворки — посёлок в Гурьевском городском округе Калининградской области. Входит в состав Низовского сельского поселения.

## Население
| 2002 | 2010 |
| ---- | ---- |
| 148  | ↘132 |

## История
В 1905 году в Роганене проживало 152 человека, в 1910 году - 142 человека.
В 1946 году Роганен был переименован в поселок Дворки.